# Tim Breukers
Tim Brokhof-Breukers (Oldenzaal, 4 novembre 1987) è un calciatore olandese, difensore del Quick '20.